# Longuyon
Longuyon är en kommun i departementet Meurthe-et-Moselle i regionen Grand Est (tidigare regionen Lorraine) i nordöstra Frankrike. Kommunen ligger i kantonen Longuyon som tillhör arrondissementet Briey. År 2022 hade Longuyon 5 141 invånare.

## Befolkningsutveckling
Antalet invånare i kommunen Longuyon
| Referens: INSEE |